# Milorad Knežević
Milorad Knežević (serbisch-kyrillisch Милорад Кнежевић; * 31. Oktober 1936 in Cetinje; † 31. März 2005 in Belgrad) war ein jugoslawischer Schachspieler.
Bei der Jugoslawischen Einzelmeisterschaft im Jahre 1977 wurde er geteilter Dritter. Knežević gewann mit Jugoslawien die Balkaniaden 1978 (Băile Herculane; Brettbester) und 1981 (Athen; Brettbester). 
| Die zur Anzeige dieser Grafik verwendete Erweiterung wurde dauerhaft deaktiviert. Wir arbeiten aktuell daran, diese und weitere betroffene Grafiken auf ein neues Format umzustellen. (Mehr dazu) |